# Ida Saxton McKinley
Ida Saxton McKinley (Ohio, 8. lipnja 1847. – Ohio, 26. svibnja 1907.) je bila 25. američkog predsjednika Williama McKinleyja od 4. ožujka 1897. do 14. rujna 1901.